# Zoran Mikulić
Zoran Mikulić (Travnik, 24 oktober 1965) is een voormalig Kroatisch handballer.
Op de Olympische Spelen van 1996 in Atlanta won hij de gouden medaille met Kroatië.
Patrik Čavar · Valner Franković · Slavko Goluža · Bruno Gudelj · Vladimir Jelčić · Božidar Jović · Nenad Kljaić · Venio Losert · Valter Matošević · Zoran Mikulić · Alvaro Načinović · Goran Perkovac · Iztok Puc · Zlatko Saračević · Irfan Smajlagić · Vladimir Šujster